# Ratnovce
Ratnovce (in ungherese Ratnóc) è un comune della Slovacchia facente parte del distretto di Piešťany, nella regione di Trnava.